# Episodi di Coop & Cami: A voi la scelta (prima stagione)
La prima stagione di Coop & Cami: A voi la scelta è in onda in prima visione assoluta dal 12 ottobre 2018 al 13 aprile 2019 negli Stati Uniti su Disney Channel. In Italia è andata in onda dal 24 febbraio al 29 settembre 2019.
| nº | Titolo originale                                     | Titolo italiano                                                 | Prima TV USA     | Prima TV Italia   |
| -- | ---------------------------------------------------- | --------------------------------------------------------------- | ---------------- | ----------------- |
| 1  | Would You Wrather Take Your Mom to the School Dance? | A voi la scelta! Portereste vostra mamma al ballo della scuola? | 12 ottobre 2018  | 24 febbraio 2019  |
| 2  | Would You Wrather Have a Hippo?                      | A voi la scelta! Avere un ippopotamo?                           | 19 ottobre 2018  | 24 febbraio 2019  |
| 3  | Would You Wrather Put a Sock in It?                  | A voi la scelta! Tacere o dire la verità?                       | 26 ottobre 2018  | 3 marzo 2019      |
| 4  | Would You Wrather Have Potato Pants?                 | A voi la scelta! Purè nei pantaloni?                            | 2 novembre 2018  | 10 marzo 2019     |
| 5  | Would You Wrather Be the Principal's BFF?            | A voi la scelta! Amici del preside?                             | 9 novembre 2018  | 17 marzo 2019     |
| 6  | Would You Wrather Get Lost?                          | A voi la scelta! Perdersi?                                      | 16 novembre 2018 | 24 marzo 2019     |
| 7  | Would You Wrather Build a Sled?                      | A voi la scelta! Costruire una slitta?                          | 30 novembre 2018 | 31 marzo 2019     |
| 8  | Would You Wrather Get a Moose Angry?                 | A voi la scelta! Fare arrabbiare una renna?                     | 7 dicembre 2018  | 7 aprile 2019     |
| 9  | Would You Wrather Be Orange?                         | A voi la scelta! Essere arancione?                              | 19 gennaio 2019  | 9 giugno 2019     |
| 10 | Would You Wrather Escape?                            | A voi la scelta! Scappare?                                      | 26 gennaio 2019  | 16 giugno 2019    |
| 11 | Would You Wrather Be the Heart or the Hammer?        | A voi la scelta! Fiamma di zaffiro                              | 2 febbraio 2019  | 23 giugno 2019    |
| 12 | Would You Wrather Move to Canada?                    | A voi la scelta! Trasferirsi in Canada?                         | 9 febbraio 2019  | 30 giugno 2019    |
| 13 | Would You Wrather Lose a Luau?                       | A voi la scelta! Perdere a Luau?                                | 16 febbraio 2019 | 7 luglio 2019     |
| 14 | Would You Wrather Have a Beard?                      | A voi la scelta! Preferite avere la barba?                      | 23 febbraio 2019 | 14 luglio 2019    |
| 15 | Would You Wrather Catch a Fish?                      | A voi la scelta! Preferisci prendere un pesce?                  | 2 marzo 2019     | 21 luglio 2019    |
| 16 | Would You Wrather Take a Worm Shower?                | A voi la scelta! Fare una doccia di vermi?                      | 9 marzo 2019     | 28 luglio 2019    |
| 17 | Would You Wrather Wreck a Record?                    | A voi la scelta! Infrangere un record?                          | 16 marzo 2019    | 1º settembre 2019 |
| 18 | Would You Wrather Back Down?                         | A voi la scelta! Fare marcia indietro?                          | 23 marzo 2019    | 8 settembre 2019  |
| 19 | Would You Wrather Have Dance Face?                   | A voi la scelta! Balliamo insieme?                              | 30 marzo 2019    | 15 settembre 2019 |
| 20 | Would You Wrather Just Dance?                        | A voi la scelta! Preferireste ballare?                          | 6 aprile 2019    | 22 settembre 2019 |
| 21 | Would You Wrather Help a Wrather?                    | A voi la scelta! Aiutare un Wrather?                            | 13 aprile 2019   | 29 settembre 2019 |